# Otón I del Sacro Imperio Romano Germánico
Otón I (23 de noviembre de 912-Memleben, Turingia, 7 de mayo de 973), también conocido como Otón el Grande (en alemán: Otto I., der Große), fue rey de Francia Oriental de 936 a 973 y emperador del Sacro Imperio Romano Germánico de 962 a 973. Fue hijo de Enrique I el Pajarero, duque de Sajonia. Desde 929, su padre lo asoció al trono con el propósito de facilitar la sucesión.

## Ascenso al trono
Tras la muerte de Enrique I (el 2 de julio de 936), los duques alemanes le eligieron rey el 7 de agosto de 936. Se hizo coronar en Aquisgrán en el palacio de Carlomagno en 936 con el título carolingio de Rex et sacerdos ('Rey y sacerdote'). De hecho, tuvo la vocación de restaurar el Imperio carolingio y es el primer representante del Sacro Imperio Romano Germánico.
Con la eficaz ayuda de la alta jerarquía eclesiástica —en manos de sus amigos y familiares— y de los duques de Franconia, Suabia, Lorena y Baviera, Otón derrotó a los señores alemanes en varias batallas y los reemplazó con sus familiares.

## Política exterior de OtónI
Su política exterior se dirigió inicialmente a la península itálica, donde sostuvo los derechos de Adelaida de Italia frente al rey Berengario II de Ivrea. Tras entrar victorioso en Pavía, en 951, siguiendo de nuevo la tradición carolingia, se hizo proclamar rey de los francos y los lombardos, para casarse a continuación con Adelaida. Ante esto, Berengario cedió y aceptó rendirle vasallaje, por lo que se le hizo un hueco en el reparto del poder y recibió el título de rey de Italia.

El imperio al final del reinado de Otón (frontera de puntos y rayas).

Para acudir tan rápidamente en socorro de Adelaida, Otón aprovechó el ejército de su hijo mayor Liudolfo, que acababa de invadir Lombardía, aprovechando la inestabilidad en la zona. Al apropiarse de este ejército y casarse después con Adelaida, Otón frustraba todas las ambiciones de su hijo en Italia. Liudolfo se sintió muy molesto por este motivo, y poco después, en el 953, se rebeló contra su padre contando con el apoyo de su cuñado Conrado el Rojo. Pero Otón aplastó la rebelión de su hijo un año más tarde con la ayuda de Enrique I, duque de Baviera.
En el este, Otón I obtuvo una victoria importante a orillas del río Lech el 10 de agosto del 955. Ese día se desarrolló la batalla de Lechfeld, en la que derrotó a una enorme hueste de magiares, a los que habían apelado los señores alemanes, previamente derrotados, con el fin de derrocarle. Con tal fin reclutó un ejército de caballeros de todas las partes de su reino que causaron enormes pérdidas a los magiares mientras estos cruzaban en desorden el río Lech.
Con esta victoria puso fin a la amenaza magiar, lo que le dio una gran reputación y le valió el título de 'el Grande'. Ese mismo año dirigió sus armas contra los eslavos del Elba, a los cuales venció en la batalla de Recknitz, acción que impulsó la expansión germánica hacia el este.

## Alianza con la Iglesia y coronado emperador de los romanos
En 961, vinculó a su hijo Otón II al poder, según el procedimiento iniciado por su padre Enrique, para garantizar una sucesión poco conflictiva. Poco después atendió la petición de ayuda del papa Juan XII y marchó a Italia para defender los derechos del pontífice frente a las intromisiones de Berengario.
Luego marchó a Roma, donde fue coronado emperador el 2 de febrero de 962, acción que vuelve a resucitar al Imperio romano de Occidente (la primera fue con Carlomagno), por ese entonces el mayor Estado territorial de Europa. Adoptó el nombre de "Sacro" (Sacro Imperio Romano) para subrayar su estrecha relación con la Iglesia.
Pero la alianza con el papa duró poco, ya que este pronto cambió sus ideas políticas. Otón marchó entonces sobre Roma y lo depuso, pero los romanos no cedieron ni aceptaron al nuevo papa, León VIII, impuesto por Otón. A la muerte de Juan XII eligieron a Benedicto V. Tras una nueva campaña en 966, Otón I consiguió por fin afianzarse y que su hijo fuese nombrado emperador.

### El pontificado y el imperio
A raíz de la restauración del Imperio, Otón I afirmó el derecho de los emperadores a intervenir en la elección de los pontífices, pero tal facultad desapareció desde que el papa Nicolás II estableció en 1059 que la elección pontificia sería privativa del cónclave o colegio de cardenales. El antagonismo entre papas y emperadores subsistió avivado por la pretensión imperial, resistida por el pontificado, de sojuzgar a Italia.
Las relaciones entre los emperadores y los pontífices, jefes absolutos de la Iglesia de Occidente, abundaron en conflictos que debilitaron el poder imperial y papal.
La dinastía de Sajonia solo duró dos generaciones después de Otón I. En 1024, la familia ducal de Franconia alcanzó el trono. Durante un siglo, la elección imperial recayó en esta familia, a la que pertenecieron Enrique IV, el emperador humillado en Canossa, y Enrique V, quien celebró con la Iglesia el Concordato de Worms.

## Invasiones militares húngaras

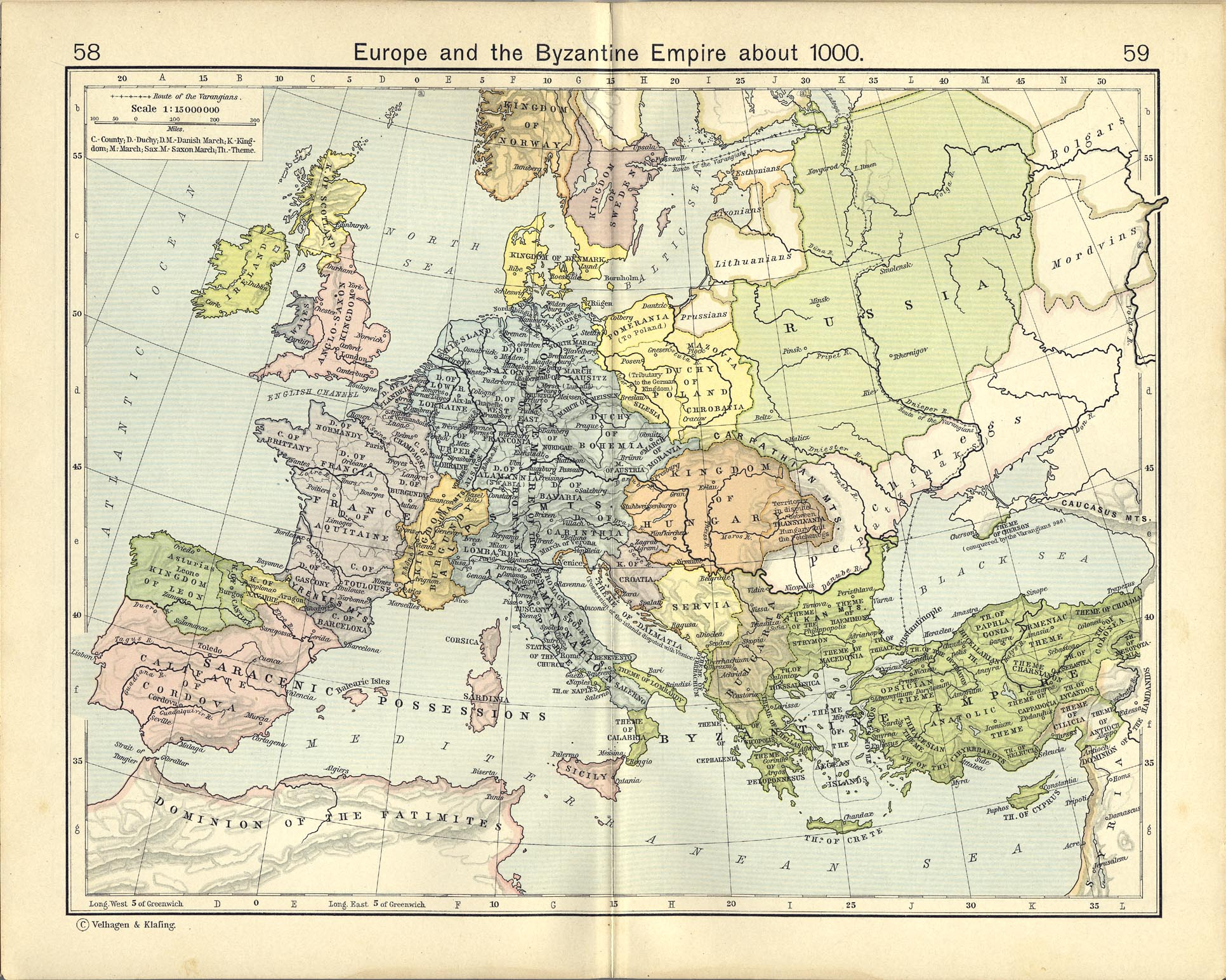
Europa poco después del reinado de Otón. Los húngaros (naranja), situados al este del reino de Otón (azul), invadieron Alemania en 954 y 955.

Los húngaros (magiares) invadieron los dominios de Otón como parte de las grandes invasiones húngaras de Europa y asolaron gran parte del sur de Alemania durante la guerra civil de Liudolf. Aunque Otón había instalado a los margraves Herman Billung y Gero en las fronteras norte y noreste de su reino, el Principado de Hungría al sureste era una amenaza permanente para la seguridad alemana. Los húngaros aprovecharon la guerra civil del reino e invadieron el ducado de Baviera en la primavera de 954. Aunque Liudolf, duque de Suabia, y Conrado, duque de Lorena, habían impedido con éxito que los húngaros invadieran sus propios territorios en el oeste, los invasores consiguieron llegar hasta el río Rin, saqueando gran parte de Baviera y Franconia en el proceso.
Los húngaros, alentados por el éxito de sus incursiones, iniciaron otra invasión en Alemania en la primavera de 955. El ejército de Otón, ahora libre de la guerra civil, fue capaz de derrotar la invasión y pronto los húngaros enviaron a un embajador para buscar la paz con Otón. El embajador resultó ser un señuelo: El hermano de Otón, Enrique I, duque de Baviera, informó a Otón de que los húngaros habían entrado en su territorio por el sudeste. El grueso del ejército húngaro había acampado a lo largo del río Lech y sitiado Augsburgo. Mientras la ciudad era defendida por el obispo Ulrico de Augsburgo, Otón reunió a su ejército y marchó hacia el sur para enfrentarse a los húngaros.
Otón y su ejército se enfrentaron a las fuerzas húngaras el 10 de agosto de 955 en la batalla de Lechfeld. Bajo el mando de Otón se encontraban Burchard III, duque de Suabia, y las tropas bohemias del duque Boleslao I. Aunque le superaban en número casi dos a uno, Otón estaba decidido a expulsar a las fuerzas húngaras de su territorio. Según Widukind de Corvey, Otón "levantó su campamento en el territorio de la ciudad de Augsburgo y se unió allí a las fuerzas de Enrique I, duque de Baviera, que yacía mortalmente enfermo en las cercanías, y del duque Conrado con un gran séquito de caballeros francos. La inesperada llegada de Conrado animó tanto a los guerreros que quisieron atacar inmediatamente al enemigo."

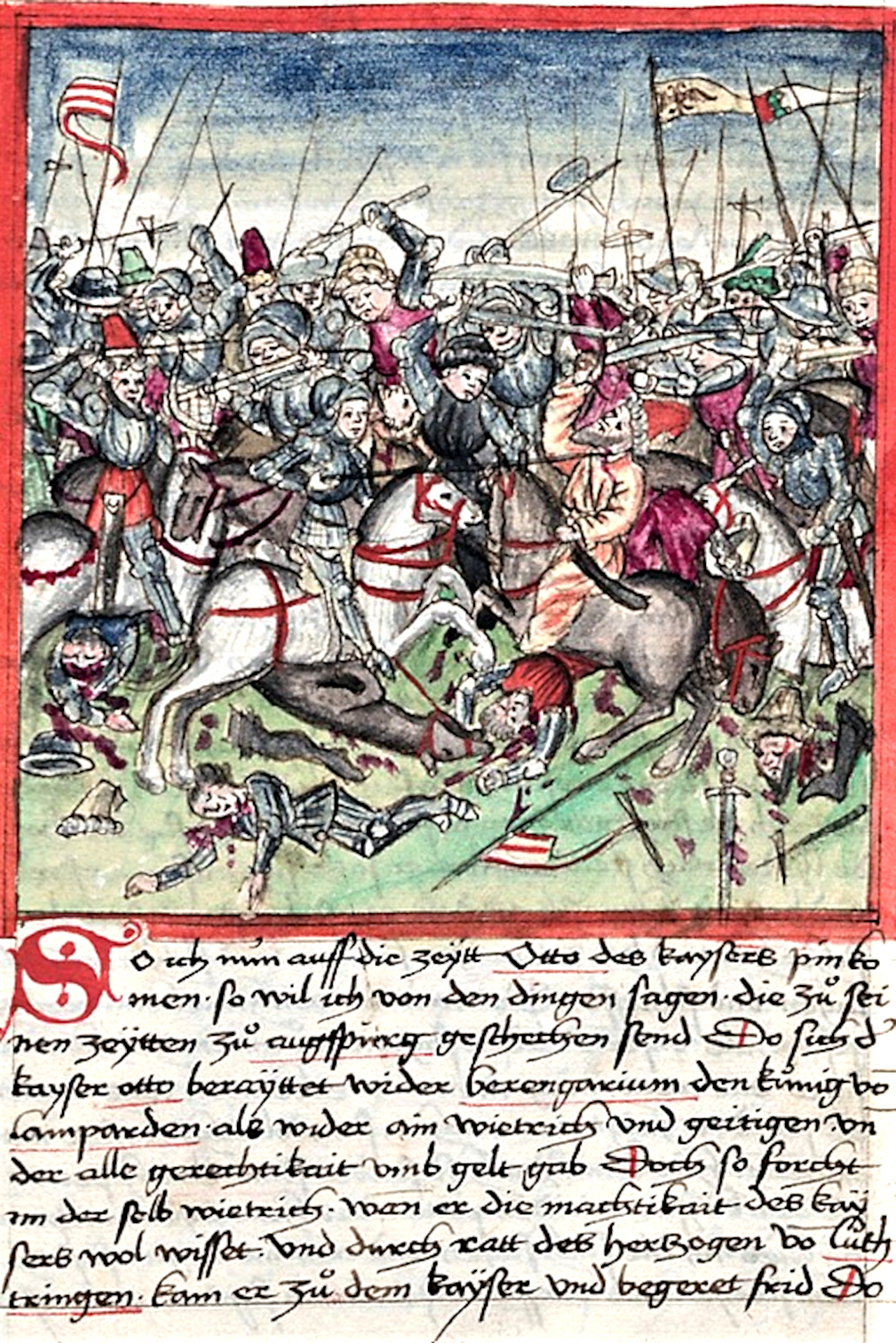
Una ilustración de 1457 de la batalla de Lechfeld en el códice de Sigmund Meisterlin sobre la historia de Núremberg.

Los húngaros cruzaron el río y atacaron inmediatamente a los bohemios, seguidos por los suevos al mando de Burchard. Confundieron a los defensores con una lluvia de flechas, saquearon el tren de bagajes e hicieron muchos cautivos. Cuando Otón recibió la noticia del ataque, ordenó a Conrado que relevara a sus unidades de retaguardia con un contraataque. Una vez cumplida con éxito su misión, Conrado regresó a las fuerzas principales y el rey lanzó un asalto inmediato. A pesar de una andanada de flechas, el ejército de Otón se estrelló contra las líneas húngaras y fue capaz de enfrentarse a ellas en combate cuerpo a cuerpo, sin dar a los guerreros, tradicionalmente nómadas, espacio para utilizar sus tácticas preferidas de disparar y huir; los húngaros sufrieron grandes pérdidas y se vieron obligados a retirarse en desorden.
Según Widukind de Corvey, Otón fue proclamado "padre de la patria" y "emperador" en la siguiente celebración de la victoria. Aunque la batalla no fue una derrota aplastante para los húngaros, ya que Otón no pudo perseguir al ejército que huía hasta tierras húngaras, la batalla puso fin a casi cien años de invasiones húngaras en Europa occidental.
Mientras Otón luchaba contra los húngaros con su principal ejército desplegado en el sur de Alemania, los eslavos obotritas del norte se encontraban en estado de insurrección. El conde Wichmann el Joven, todavía adversario de Otón por la negativa del rey a conceder a Wichmann el título de margrave en 936, recorrió las tierras de los obotritas en la Marcha Billung, provocando la revuelta de los seguidores del príncipe eslavo Nako. Los obotritas invadieron Sajonia en otoño de 955, matando a los hombres en edad de portar armas y esclavizando a las mujeres y los niños. Tras la batalla de Lechfeld, Otón se precipitó hacia el norte y se adentró en su territorio. Una embajada eslava ofreció pagar un tributo anual a cambio de que se les permitiera autogobernarse bajo el dominio alemán en lugar de ser gobernados directamente por los alemanes. Otón se negó y ambos bandos se enfrentaron el 16 de octubre en la batalla de Recknitz. Las fuerzas de Otón obtuvieron una victoria decisiva; tras la batalla, cientos de eslavos capturados fueron ejecutados.
La victoria de Otón sobre los paganos húngaros y eslavos se celebró en las iglesias de todo el reino, y los obispos atribuyeron la victoria a la intervención divina y como prueba del "derecho divino" de Otón a gobernar. Las batallas de Lechfeld y Recknitz marcan un punto de inflexión en el reinado de Otón. Las victorias sobre húngaros y eslavos sellaron su dominio sobre Alemania, con los ducados firmemente sometidos a la autoridad real. A partir de 955, Otón no volvería a sufrir una rebelión contra su gobierno y, como resultado, pudo consolidar aún más su posición en toda Europa Central.
El yerno de Otón, Conrado, antiguo duque de Lorena, fue asesinado en la batalla de Lechfeld y el hermano del rey, Enrique I, duque de Baviera, fue herido de muerte, falleciendo pocos meses después, el 1 de noviembre de ese año. Con la muerte de Enrique, Otón nombró a su sobrino de cuatro años Enrique II, para suceder a su padre como duque, con su madre Judith de Baviera como regente. Otón nombró a Liudolf en 956 comandante de una expedición contra el rey Berengario II de Italia, pero pronto murió de fiebre el 6 de septiembre de 957. El arzobispo Guillermo enterró a su hermanastro en la abadía de San Albano, cerca de Maguncia. Las muertes de Enrique, Liudolf y Conrado arrebataron a Otón los tres miembros más destacados de su familia real, incluido su heredero. Además, sus dos primeros hijos de su matrimonio con Adelaida de Italia, Enrique y Bruno, habían muerto en la primera infancia por 957. El tercer hijo de Otón con Adelaida, Otón II, de dos años de edad, se convirtió en el nuevo heredero del reino.

## Renacimiento otoniano
Bajo el patronazgo de Otón I y sus inmediatos sucesores se produjo el llamado «Renacimiento otoniano», un limitado renacimiento de las artes y la arquitectura. El renacimiento otoniano se manifiesta en algunas escuelas catedralicias revividas, como la de Bruno I, arzobispo de Colonia, y en la producción de manuscritos iluminados, la principal forma artística de la época, de un puñado de scriptoria de élite, como Quedlinburg, fundado por Otón en 936. 
Las abadías imperiales y la corte imperial se convirtieron en centros de la vida religiosa y espiritual, guiados por el ejemplo de mujeres de la familia real. Otón quedó escandalizado por el estado de la liturgia en Roma, así que encargó el primer Libro Pontifical, un libro litúrgico que contenía tanto oraciones como instrucciones sobre el rito. La compilación del Pontifical romano-germánico, como se le llama actualmente, fue supervisada por el arzobispo Guillermo de Maguncia.
| Títulos reales                         |                                                               |                       |
| Predecesor: Berengario de Friuli (924) | Emperador del Sacro Imperio 962-973 junto a Otón II (967-973) | Sucedido por: Otón II |
| Predecesor: Berengario II              | Rey de Italia 962-973                                         | Sucedido por: Otón II |
| Predecesor: Enrique I                  | Rey de Francia Oriental 936-973                               | Sucedido por: Otón II |
| Títulos de nobleza                     |                                                               |                       |
| Predecesor: Enrique el Pajarero        | Duque de Sajonia 936-973                                      | Sucesor: Bernardo I   |